# Українські вертольоти (авіакомпанія)
ПрАТ «Українські вертольоти» (англ. Ukrainian Helicopters) — приватна українська вертолітна авіакомпанія зі штаб-квартирою у Києві, що спеціалізується на здійсненні спеціальних миротворчих, рятувальних та гуманітарних операцій.

## Історія
Компанія заснована у 2002 році. У 2003 році отримала сертифікат експлуатанта. З 2004 року розпочала роботу в міжнародних операціях зі збереження природних багатств та гуманітарних місій. У 2006 році компанії надано статус офіційного перевізника Організації Об'єднаних Націй Всесвітньої продовольчої програми та Міжнародного комітету Червоного хреста.
У 2005 році відкрито представництво компанії в Нігерії.

## Участь у міжнародних місіях[3]
- Миротворчі місії ООН:
  - Гаїті —2007—2011 роки
  - Судан — з 2008 року
  - Кот-д'Івуар — 2008—2014 роки
  - Демократична республіка Конго — з 2010 року
  - Південний Судан — 2011—2015 роки
  - Сомалі — з 2015 року
- Гуманітарні місії:
  - Пакистан — 2005—2006 роки
  - Східна Африка — 2006—2008 роки
  - М'янма — 2008 рік
  - Південний Судан — з 2013 року
  - Ефіопія — 2014—2015 роки
- Робота у зонах конфліктів:
  - Ліван — 2008 рік
- Природоохоронні місії:
  - Португалія — 2004 рік
  - Туреччина — 2005—2007 роки
  - Україна — 2007, 2010 роки
  - Росія — 2010 рік.

## Флот
Парк «Українських вертольотів» складається з 24 універсальних вертольотів Мі-8МТВ-1, зокрема, 11 унікальних вертольотів-трансформерів та 2 вертольоти, які обладнані спеціальним устаткуванням для гасіння пожеж у нічний час. Ці повітряні судна авіакомпанія створила у співпраці з українськими та світовими авіаційними фахівцями на базі платформи Мі-8МТВ.
На початку повномасштабного вторгнення Авіакомпанія передала 25 орендованих вертольотів силовим структурам, а саме, 15 – Збройним Силам України та 10 – Національній гвардії України. Жодного вертольоту ЗСУ чи НГУ у використанні компанії станом на сьогодні немає.

## Благодійна допомога
З початку повномасштабного вторгнення авіакомпанія «Українські вертольоти» виділила понад 216 млн.грн ЗСУ, сім’ям загиблих та ветеранам. Авіакомпанія активно підтримує українське військо сучасною технікою, обладнанням, опікується сім’ями загиблих воїнів, дітьми-сиротами, здійснює адресну медичну допомогу та фінансує реабілітацію ветеранам, фінансово допомагає родинам загиблих співробітників.